# سیارک ۳۰۵۶
سیارک ۳۰۵۶ (به انگلیسی: 3056 INAG، نامگذاری:1978VD1) سه هزار و پنجاه و ششمین سیارک کشف شده‌است که در ۱ نوامبر ۱۹۷۸ کشف شد.
قدر مطلق سیارک برابر ۱۲٫۹۰ است.